# Rann of Kutch
Rann of Kutch är ett cirka 23 000 km² stort saltsjöområde i sydvästra Indien och södra Pakistan. Det var tidigare en grund arm av Arabiska havet. Området översvämmas säsongsvis av havsvatten och är delvis ett naturvårdsområde. Större delen av Indiens saltproduktion baseras på salt från Rann of Kutch. 

## Geografi och klimat
Stäppklimat råder i trakten. Årsmedeltemperaturen i trakten är 25 °C. Den varmaste månaden är maj, då medeltemperaturen är 36 °C, och den kallaste är januari, med 18 °C. Genomsnittlig årsnederbörd är 482 millimeter. Den regnigaste månaden är juli, med i genomsnitt 182 mm nederbörd, och den torraste är mars, med 1 mm nederbörd.

## Historia och administration
Pakistans krav på delar av Rann of Kutch ledde i april 1965 till en kortvarigt krig mellan Indien och Pakistan. En internationell skiljedomstol i Genève lämnade 1968 ett yttrande som innebar att cirka 90 procent av området skulle tilfalla Indien.

## Två delar, saltproduktion
Området består av två delar – Great Rann of Kutch och Little Rann of Kutch. I den senare delen sker bland annat utvinning av salt på säsongsbasis. Produktionen av salt i området motsvarar 76 procent av hela Indiens konsumtion av salt. Saltproduktionen görs i saliner, som varje säsong ramas in på det område som översvämmats av havsvatten; havsvattnet kompletteras av bräckt grundvatten som pumpas upp och ut över markerna.
Saltproduktionen sköts av Agariyafolket, som under produktionssäsongen bosätter sig vid salinerna i tillfälliga bostäder.

## Naturskydd
Det delvis obrukbara området har även blivit ett naturvårdsområde och bland annat en av de sista områdena där indisk vildåsna lever kvar. Agariyafolkets saltproduktion anses störa djurlivet, och folket i sina säsongsmässiga tält fick 2006 ett generellt vräkningsbesked. Ingen faktisk vräkning och avslutning av saltproduktionen har dock genomförts (fram till 2016).

## Chir Batti
Grässlätterna Banni Grasslands i södra delen av Rann of Kutch är tidvis översvämmade och på våtmarkerna uppträder ett ljusfenomen som på det lokala språket kallas Chir Batti (spökljus). 
Fenomenet beskrivs som ett eller flera starkt lysande, pulserande irrbloss som svävar 0,6–3 meter över marken. Ljuset förflyttar sig med olika hastighet och det uppfattas ibland av personer som att de blir förföljda. Irrblossen uppträder efter klockan åtta på kvällen och färgen växlar mellan blått, rött och gult. Fenomenet, som  har varit känt i flera generationer, tros bero på förbränning av den metan som bildas när växter och annat organiskt material bryts ned.
Det är inte alla förunnat att se Chir Batty, men fenomenet har observerats av gränstrupper längs gränsen mellan Indien och Pakistan, lokala poliser och flera utländska medborgare. 
Ett liknande fenomen, kallat Aleya har observerats på våtmarkerna i Västbengalen.